# Hokej na lodzie na Zimowej Uniwersjadzie 1962
Turniej hokeja na lodzie na Zimowej Uniwersjadzie 1962 odbył się w dniach 7 - 11 marca w Villars.

## Medale
| Złoto          | Srebro | Brąz    |
| Czechosłowacja | ZSRR   | Szwecja |

| Rk | Kraj           | Pkt | Mecze | Mecze | Mecze | Bramki | Bramki |
| Rk | Kraj           | Pkt | Z     | R     | P     | ZB     | SB     |
| -- | -------------- | --- | ----- | ----- | ----- | ------ | ------ |
| 1  | Czechosłowacja | 6   | 3     | 0     | 0     | 26     | 3      |
| 2  | ZSRR           | 4   | 2     | 0     | 1     | 15     | 4      |
| 3  | Szwecja        | 2   | 1     | 0     | 2     | 10     | 18     |
| 4  | Szwajcaria     | 0   | 0     | 0     | 3     | 4      | 30     |

| Drużyna        | Drużyna        | Wynik |
| Szwajcaria     | Czechosłowacja | 1:12  |
| ZSRR           | Szwecja        | 5:0   |
| ZSRR           | Szwajcaria     | 9:1   |
| Czechosłowacja | Szwecja        | 11:1  |
| Szwajcaria     | Szwecja        | 2:9   |
| Czechosłowacja | ZSRR           | 3:1   |